# Порфирьев, Павел Порфирьевич
Павел Порфирьевич Порфирьев (13 [26] июля 1913 — 20.01.1992) — советский военнослужащий, участник Великой Отечественной войны, полный кавалер ордена Славы, командир разведывательного отделения роты управления, старшина — на момент представления к награждению орденом Славы 1-й степени.

## Биография
Родился 13 (26) июля 1913 года в деревне Саруй Цивильского уезда Казанской губернии, Урмарского района Чувашии. Чуваш. В 1925 году окончил начальную школу в своем селе. Работал колхозником, трактористом в колхозе «Труд» Урмарского района.
В ноябре 1937 года был призван в Красную Армию Урмарским райвоенкоматом. Окончил школу младших командиров, службу проходил механиком-водителем танка. Участник советско-финляндской войны 1939—1940 годов. После демобилизации в декабре 1940 года вернулся на родину, был избран председателем колхоза.
В июне 1941 года вновь призван в армию. На фронте с ноября того же года. Защищал Москву. С 1942 года и до Победы сражался в составе 25-й танковой бригады, был разведчиком роты управления. Член ВКП/КПСС с 1942 года. Воевал на Центральном, Воронежском, Степном, 2-м Украинском, 1-м Прибалтийском, 2-м и 3-м Белорусских фронтах. Участвовал в сражении на Курской дуге, освобождал Белгород, Харьков, Кировоград, форсировал Днепр, участвовал в боях под Корсунь-Шевченковским, в освобождении Белоруссии, Литвы и Польши.
29 января 1944 года старшина Порфирьев П. П. в составе десантной группы на танках проник в тыл противника в районе села Сам-Городок. По пути десантники наткнулись на вражеский обоз с ценным военным имуществом. В завязавшейся перестрелке уничтожил из автомата около 10 солдат противника, вынес из-под огня раненого командира.
Весной 1944 года ночью с группой проник в тыл противника в районе города Умань. Разведчики вышли на артиллерийские позиции, огнём из автоматов уничтожили расчет, захватили несколько пленных. Развернув трофейное орудие в сторону занятого врагом города, выпустили весь боезапас, затем подорвали орудие и благополучно вернулись в часть.
Приказом от 20 апреля 1944 года старшина Порфирьев Павел Порфирьевич награждён орденом Славы 3-й степени.
В начале октября 1944 года старшина Порфирьев П. П. с группой захвата на трех бронетранспортерах в сопровождении двух танков проник в тыл врага у населенного пункта Медынгяны. Внезапно ворвавшись на улицы села, разведчики выбили противника, захватив более полусотни автомашин, обозы. Заняв населенный пункт, разведчики удерживали его до подхода основных сил, уничтожили до сорока вражеских солдат. 7 октября, продолжая рейд в тылу врага, они освободили другой населенный пункт, отбив все контратаки противника.
Приказом от 25 октября 1944 года старшина Порфирьев Павел Порфирьевич награждён орденом Славы 2-й степени.
Во время наступления в Восточной Пруссии отделение бронетранспортеров, возглавляемое старшиной Порфирьевым П. П., действовало, как правило, по тылам противника.
В январе 1945 года на подступах к Дёйч-Эйлау, совершив 70-км бросок по тылам врага, отделение бронетранспортеров с приданным танком ночью внезапно ворвалось на железнодорожную станцию. Разведчики захватили стоящие на станции воинские эшелоны, заняв круговую оборону отразили четыре вражеские атаки, пока не подошли главные силы бригады.
23 января 1945 года старшина Порфирьев П. П. с группой бойцов подорвал железнодорожное полотно в тылу противника в районе станции Польвиттен. При возвращении разведчики приняли бой с превосходящими силами врага. При этом Порфирьев лично истребил до 10 солдат, немало их было взято в плен.
24 января 1945 года отделение на бронетранспортерах под командованием старшины Порфирьева П. П. оседлало важный перекресток дорог у города Эльбинг, захватило мост. Отбивая контратаки противника, разведчики разбили пятнадцать автомашин, уничтожили около пятидесяти вражеских солдат и офицеров.
Войну разведчик Порфирьев П. П. закончил офицером. 24 июня 1945 года на Параде Победы гвардии младший лейтенант Порфирьев П. П. в колонне лучших воинов 2-го Белорусского фронта прошел по Красной площади.
Указом Президиума Верховного Совета СССР от 29 июня 1945 года за мужество, отвагу и героизм, , старшина Порфирьев Павел Порфирьевич награждён орденом Славы 1-й степени. Стал полным кавалером ордена Славы.
В октябре 1945 года был демобилизован. Вернувшись на родину работал заместителем председателя, председателем, секретарем партийной организации колхоза «Труд» Урмарского района. С мая 1952 года до выхода на пенсию в ноябре 1976 года работал лесником Шоркистринского и Яншиховского лесничеств Канашского лесхоза. Занесен в Почетную Книгу Героизма и Трудовой Славы Чувашской Республики.
Жил в родной деревне Саруй Урмарского района Чувашской республики. Скончался 20 января 1992 года. Похоронен на деревенском кладбище.
Награждён орденами Отечественной войны 1-й и 2-й степеней, Красной Звезды, Славы 3-х степеней, медалями, в том числе двумя медалями «За отвагу».
Его именем названа Урмарская средняя школа, на доме, где жил ветеран, установлена мемориальная доска.